# 영태후

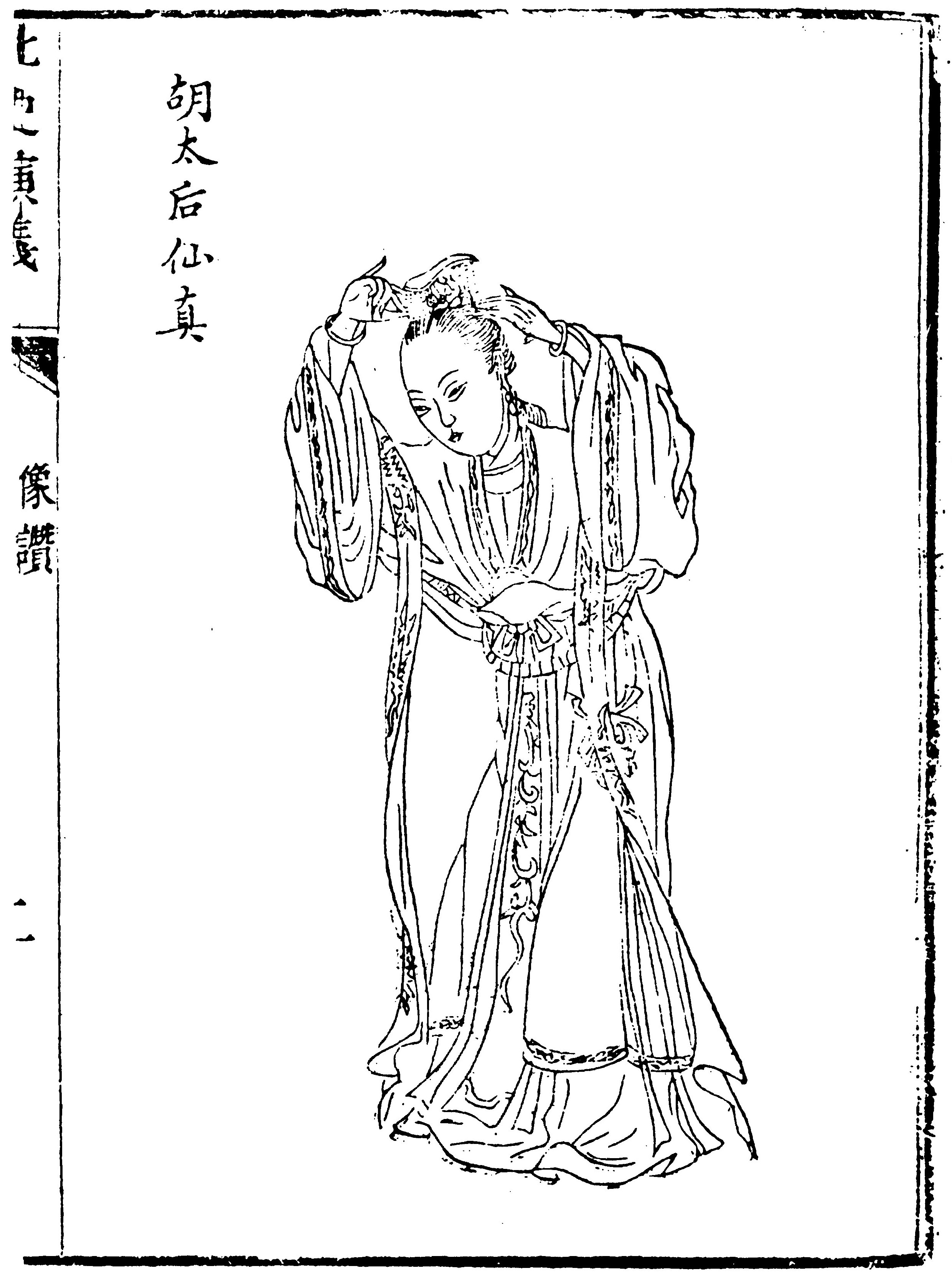
영태후

영태후(靈太后, ? ~ 528년)는 북위 선무제의 비이자 효명제의 생모이다. 정식 시호는 선무영황후(宣武靈皇后)이다. 성씨는 호씨(胡氏)이다.

## 생애
이름은 호선진(胡仙眞)으로 알려져 있다. 관료 가문 출신의 그녀는 북위의 황실에 드나들던 여승의 조카로, 고모의 추천으로 세부(世婦)가 되어 입궁했다. 당시 북위에선 외척의 세력 발호를 막기 위해 태자를 책봉하고 나면 그 생모로 하여금 자결하게 하는 관습이 있었다. 이 때문에 궁 안의 비빈들이 태자가 될 아들 낳기를 두려워했지만 호씨는 조금도 겁내지 않았고 510년 훗날의 효명제가 되는 원후를 낳았다.
원후가 태자로 책봉될 무렵 중급사 유등과 지중령군 우충 등의 간언으로 생모를 자결하게 하는 악습도 폐지되어 호씨는 목숨을 건질 수 있었다. 515년 선무제의 죽음으로 원후가 효명제로 즉위했고 호씨는 어린 아들을 대신해 섭정을 하게 되었다. 호태후는 권력을 믿고 방탕한 생활을 했으며 시동생인 문헌왕(文獻王) 원역(元譯)과 부적절한 관계를 맺기도 했다. 호태후의 매부였던 원차는 이를 알고 원역을 죽이고 호태후를 북궁 선광전에 감금시켰지만 호태후는 아들을 회유해 원차를 축출하고 조정에 복귀했다. 효명제가 후계자 없이 죽자 그의 딸 원씨를 아들이라고 속여 황제로 옹립했다. 그러나 다음날에 자신의 손녀가 여자라는 사실이 탄로날까봐 두려워 즉위한지 하루만에 폐위하고 세 살에 불과한 효문제의 증손자 원조(元釗)를 황제로 옹립했다. 그러나 호태후와 원조는 대도독 이주영에게 잡혀 황하에 던져져 죽었다.

## 같이 보기
- 중국의 역사

## 참고 문헌
- 샹관핑, 《중국사 열전 황제》, 달과소, 2008
- 샹관핑, 《중국사 열전, 후비 - 황제를 지배한 여인들》, 달과소, 2008